# Robinsonbuisneusvleerhond
De Robinsonbuisneusvleerhond (Nyctimene robinsoni) is een vleermuis uit het geslacht Nyctimene die voorkomt langs de oostkust van Australië, van de eilanden in de Straat Torres tot Lismore in New South Wales. Ten zuiden van Ingham (Queensland) is de soort minder algemeen, hoewel hij ten noorden daarvan veel voorkomt. Hij leeft in allerlei habitats, van regenwoud tot heide.
Net als bij alle Nyctimene zijn de neusgaten buisvormig en vooruitstekend en zijn de vleugels en de oren bedekt met gele of geelgroene vlekken. De vacht is grijsbruin; er is een zwarte rugstreep aanwezig. Het dier heeft geen voortanden in de onderkaak. De kop-romplengte bedraagt 82 tot 93 mm, de voorarmlengte 65 tot 70 mm, de oorlengte 16 tot 20 mm en het gewicht 42 tot 56 g.
Het dier slaapt in de vegetatie van het regenwoud. Meestal gebeurt dat solitair, maar soms vormt hij kleine groepen. Hij eet fruit en nectar. Vrouwtjes krijgen per worp één jong, dat tussen oktober en december geboren wordt.